# Tim Foster
Timothy James Carrington (Tim) Foster  (Hillingdon, 19 januari 1970) is een Brits voormalig roeier. Foster maakte zijn debuut tijdens de Wereldkampioenschappen roeien 1990 met een vierde plaats in de vier-zonder-stuurman. Bij de Olympische Zomerspelen 1992 behaalde Foster de zesde plaats in de acht. Bij de Wereldkampioenschappen roeien 1994 en 1995 behaalde Foster de bronzen en de zilveren medaille in de vier-zonder-stuurman. Bij Foster zijn tweede Olympische deelname behaalde hij de bronzen medaille in de vier-zonder-stuurman tijdens de Olympische Zomerspelen 1996. Bij de twee daarop volgende wereldkampioenschappen werd hij wereldkampioen in de vier-zonder-stuurman. Op de Olympische Zomerspelen 2000 werd Foster olympisch kampioen in de vier-zonder-stuurman.
Foster studeerde aan de prestigieuze Universiteit van Oxford.
In 2001 werd Foster door koningin Elizabeth II benoemd tot lid in Orde van het Britse Rijk.

## Resultaten
- Wereldkampioenschappen roeien 1990 in Barrington 4e in de vier-zonder-stuurman
- Wereldkampioenschappen roeien 1991 in Wenen  in de acht
- Olympische Zomerspelen 1992 in Barcelona 6e in de acht
- Wereldkampioenschappen roeien 1993 in Račice 5e in de vier-zonder-stuurman
- Wereldkampioenschappen roeien 1994 in Indianapolis  in de vier-zonder-stuurman
- Wereldkampioenschappen roeien 1995 in Tampere  in de vier-zonder-stuurman
- Olympische Zomerspelen 1996 in Atlanta  in de vier-zonder-stuurman
- Wereldkampioenschappen roeien 1997 in Aiguebelette-le-Lac  in de vier-zonder-stuurman
- Wereldkampioenschappen roeien 1998 in Keulen  in de vier-zonder-stuurman
- Wereldkampioenschappen roeien 1999 in St. Catharines  in de acht
- Olympische Zomerspelen 2000 in Sydney  in de vier-zonder-stuurman

1904: Arthur Stockhoff & August Erker & Albert Nasse & George Dietz ·
1908: Robert Cudmore & James Angus Gillan & Duncan Mackinnon & Robert Somers-Smith ·
1924: Charles Eley & James MacNabb & Robert Morrison & Terence Sanders ·
1928: John Lander & Michael Warriner & Richard Beesly & Edward Bevan ·
1932: John Badcock & Hugh Edwards & Jack Beresford & Rowland George ·
1936: Rudolf Eckstein & Anton Rom & Martin Karl & Wilhelm Menne ·
1948: Giuseppe Moioli & Elio Morille & Giovanni Invernizzi & Franco Faggi ·
1952: Duje Bonačić & Velimir Valenta & Mate Trojanović & Petar Šegvić ·
1956: Archibald MacKinnon & Walter D'Hondt & Lorne Loomer & Donald Arnold ·
1960: Arthur Ayrault & Ted Nash & John Sayre & Richard Wailes ·
1964: John Ørsted Hansen & Bjørn Hasløv & Erik Petersen & Kurt Helmudt ·
1968: Frank Forberger & Frank Rühle & Dieter Grahn & Dieter Schubert ·
1972: Frank Forberger & Frank Rühle & Dieter Grahn & Dieter Schubert ·
1976: Siegfried Brietzke & Andreas Decker & Stefan Semmler & Wolfgang Mager ·
1980: [[Jürgen Thiele] & Andreas Decker & Stefan Semmler] & Siegfried Brietzke ·
1984: Les O'Connell & Shane O'Brien & Conrad Robertson & Keith Trask ·
1988: Roland Schröder & Thomas Greiner & Ralf Brudel & Olaf Förster ·
1992: Andrew Cooper & Nick Green & Mike McKay & James Tomkins ·
1996: Nick Green & Drew Ginn & James Tomkins & Mike McKay ·
2000: James Cracknell & Steve Redgrave & Tim Foster & Matthew Pinsent ·
2004: Steve Williams & James Cracknell & Ed Coode & Matthew Pinsent ·
2008: Tom James & Pete Reed & Andrew Triggs-Hodge & Steve Williams ·
2012: Alex Gregory & Pete Reed & Tom James & Andrew Triggs-Hodge ·
2016: Alex Gregory & Constantine Louloudis & George Nash & Mohamed Sbihi ·
2020: Alexander Purnell & Spencer Turrin  & Jack Hargreaves  & Alexander Hill ·
2024: Nick Mead & Justin Best & Michael Grady & Liam Corrigan
- International Standard Name Identifier: 0000 0001 1466 499X
- Library of Congress Control Number: nb2005010364
- Nationale Bibliotheek van Tsjechië: xx0036069
- Virtual International Authority File: 161402664
- WorldCat: E39PBJtX6yxcBJjTwGrx3Y7mBP